# Ибируба
Ибируба (порт. Ibirubá)  —  муниципалитет в Бразилии, входит в штат Риу-Гранди-ду-Сул. Составная часть мезорегиона Северо-запад штата Риу-Гранди-ду-Сул. Входит в экономико-статистический  микрорегион Крус-Алта. Население составляет 19 237 человек на 2006 год. Занимает площадь 611,807 км². Плотность населения — 31,4 чел./км².

## История
Город основан 28 февраля 1955 года. 

## Статистика
- Валовой внутренний продукт на 2003 составляет 364.085.710,00 реалов (данные: Бразильский институт географии и статистики).
- Валовой внутренний продукт на душу населения на 2003 составляет 19.202,83 реалов (данные: Бразильский институт географии и статистики).
- Индекс развития человеческого потенциала на 2000 составляет 0,824 (данные: Программа развития ООН).

## География
Климат местности: субтропический гумидный.